# Yeah Yeah Yeah Yeah Yeah
Yeah Yeah Yeah Yeah Yeah è il secondo EP del gruppo celtic rock irlandese The Pogues, pubblicato nel 1990 da Island Records.

## Tracce
1. Yeah, Yeah, Yeah, Yeah, Yeah - 3:16 (Long Version), (Shane MacGowan)
2. Honky Tonk Women - 2:55 (Mick Jagger/Keith Richards)
3. Jack's Hero's - 3:05 (Terry Woods / Spider Stacy)
4. Whiskey in the Jar - 4:15 (Traditional)

## Crediti[2]
- Shane MacGowan - voce
- Jem Finer - banjo, sassofono
- James Fearnley - fisarmonica
- Philip Chevron - chitarra
- Andrew Ranken - coro
- Darryl Hunt - coro
- Eamonn Campbell - coro
- Jim Hand - coro
- Terry Woods - coro, produttore
- Frank Murray - coro
- John Sheanan - coro
- Spider Stacy - coro
- Paul Verner - coro
- Frank Miller - voce di sottofondo
- Chris Dickie - ingegneria del suono
- Dave Jordan - produttore
- Steve Lillywhite - produttore
- Fiachra Trench - arrangiamenti